# Puntius disa
Puntius disa és una espècie de peix cipriniforme de la família dels ciprínids.

## Morfologia
Els mascles poden assolir els 9,2 cm de longitud total.

## Distribució geogràfica
Es troba al llac Lanao (illa de Mindanao, Filipines).